# Solfærd
Solfærd (evt. Solrejse; islandsk: Sólfar; engelsk: The Sun Voyager; tysk: Sonnenfahrt) er en skulptur i Reykjavík, Island, der blev skabt af kunstneren Jón Gunnar Árnason (1931-1989) i 1986 og indviet i 1990. Den er placeret ved havnefronten, "Sæbraut" ('Havvej'?)

Skønt det er nærliggende at opfatte skibet som et vikingeskib, var Árnasons intention en anden. Skibet er snarere resultatet af en forestillet rejse mod den nedgående sol fra en rejse fra Mongoliet vestover, hvor endestationen blev Island, som man nåede på den sidste del med færden over havet.